# Citroën C3 Pluriel
Der Citroën C3 Pluriel ist ein Pkw-Modell des französischen Herstellers Citroën. Das Fahrzeug, eine Abwandlung und Erweiterung des Citroën C3 der ersten Generation, erschien als Prototyp erstmals auf der IAA 1999 in Frankfurt (Main). Wenig verändert ging es dann Mitte 2003 in Serie und wurde im gleichen Jahr auf dem Genfer Automobilsalon zum „Cabrio des Jahres“ gewählt.
Am 31. Juli 2010 wurde die Produktion des C3 Pluriel eingestellt.
Im März 2013 erschien mit dem DS3 Cabrio das Nachfolgemodell des C3 Pluriel.

## Karosserie

Logo des Pluriel, das am Seitenholm des Windschutzscheibenrahmen angebracht ist.

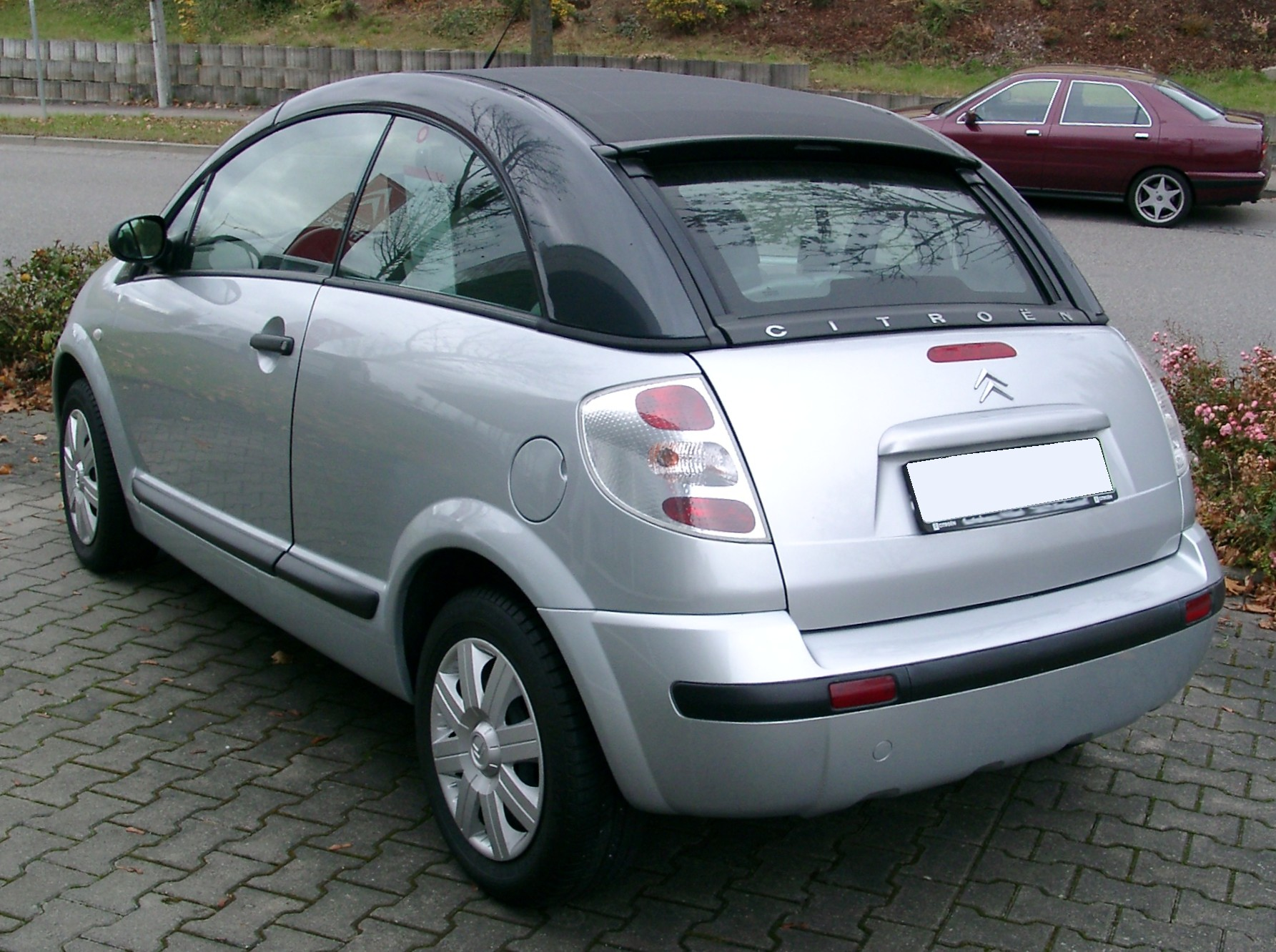
Heckansicht bei geschlossenem Verdeck

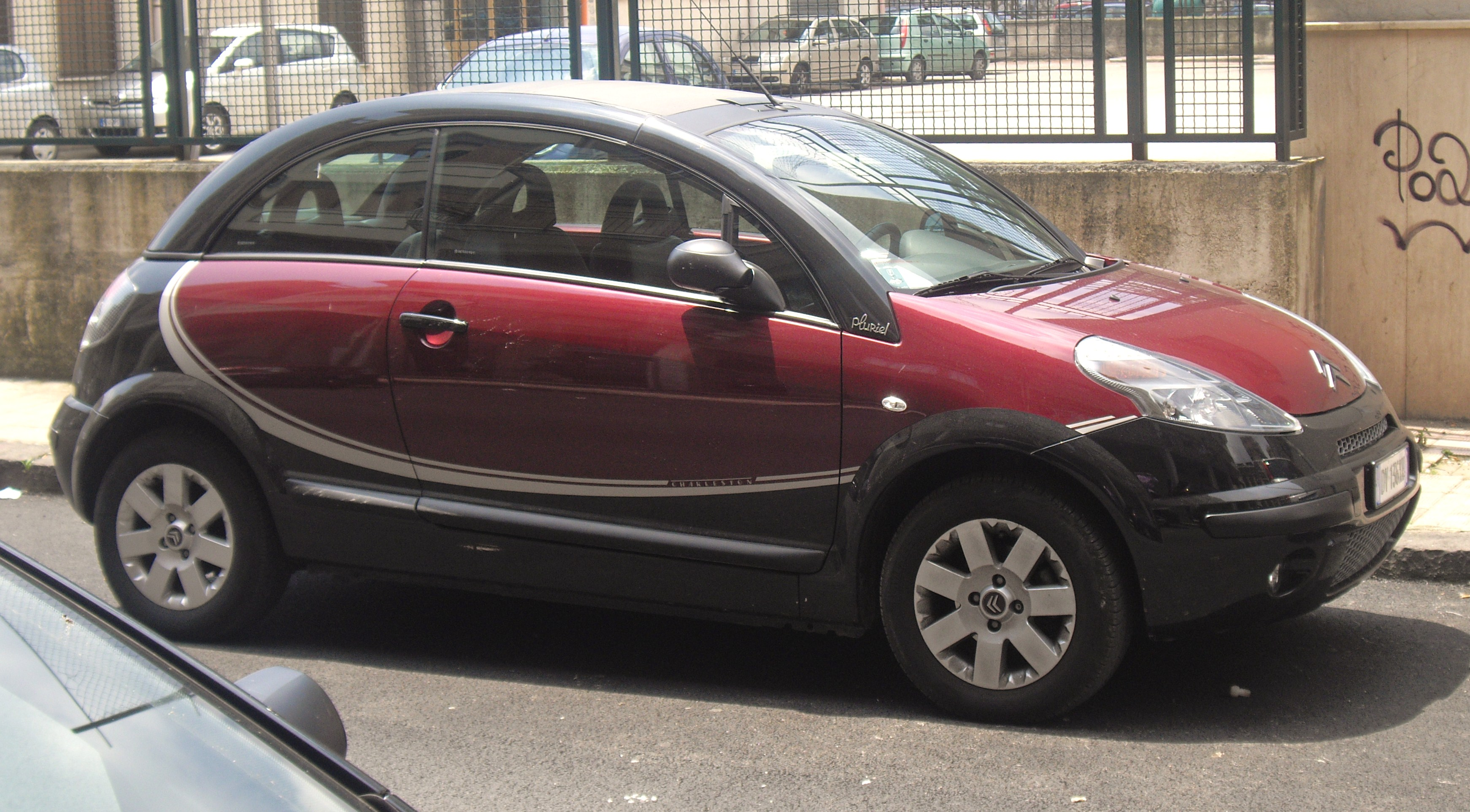
Citroën C3 Pluriel „Charleston“

| Sterne im Euro-NCAP-Crashtest (2003) |

Angeboten wurde das Fahrzeug ausschließlich in einer zweitürigen Variante. Im Gegensatz zum konventionellen Bruder ist er mit rahmenlosen Scheiben vorne und hinten ausgestattet, was den Cabrioeffekt deutlich fördert.
Obwohl der Pluriel technisch nahezu baugleich mit dem C3 ist, sind deutliche Unterschiede im Design vorhanden. Die verstärkte und wenig filigrane Seitenlinie wird durch die bauartbedingt größeren Türen noch unterstrichen. Detailunterschiede finden sich auf den ersten Blick überall, so sind beispielsweise die Frontscheinwerfer eigenständig gestaltet. Kein Blechteil der Karosserie ist baugleich mit der C3-Limousine. Das Interieur jedoch ist weitestgehend vergleichbar mit dem des C3. Allerdings verfügt der C3 Pluriel über eigenständig gestaltete Sitze mit Rahmenkopfstützen. Die Kopfstützen an der Rücksitzbank sind fest verbaut und dienen im Fall eines Überschlags gemeinsam mit dem verstärkten Windschutzscheibenrahmen als Überrollschutz. Bei seiner Präsentation galt der Pluriel als besonders sicheres Cabriolet. Der Pluriel wurde in Spanien und in Frankreich gefertigt. Insgesamt liefen 109.672 Stück vom Band, rund 20.000 davon wurden offiziell in Deutschland verkauft.
Bei Markteinführung im Jahr 2003 lag der Listenpreis in Deutschland bei 15.990 Euro für das Grundmodell mit 1,4-Liter-Ottomotor. Schon im selben Jahr lancierte Citroën das Sondermodell „Gold“ für nur 14.490 Euro. 2009 kostete das teuerste Pluriel-Modell mit 1,4-Liter-Dieselmotor (HDI) ab 22.790 Euro. Zur Serienausstattung gehörten immer ABS, elektrische Fensterheber, eine Zentralverriegelung mit Funkfernsteuerung und ein verstellbares Lenkrad. Außerdem wurden alle Fahrzeuge mit einer dreiteiligen Abdeckung ausgeliefert, mit der der Kofferraum und die hinteren Karosserieecken abgedeckt werden konnten, wenn der Wagen offen gefahren wurde. In den höheren Ausstattungsvarianten Style und Exclusive kamen dann Extras wie eine Klimaautomatik und ein Tempomat hinzu. Zu den Pluriel-spezifischen Zubehörteilen gehörte ein Ständer für die Lagerung der Dachholme in der Garage sowie ein Windschott für die Montage hinter den Vordersitzen.
Anfang 2008 erhielt der C3 Pluriel ein leichtes Facelift, erkennbar an den größeren Markenemblemen an Front und Heck sowie an geringfügig überarbeiteten Frontscheinwerfern und geänderten Rückleuchten. Auch das Armaturenbrett wurde überarbeitet.

## Besonderheiten
Wie Citroën in der Werbung bemerkte, sei dieses Fahrzeug „fünf Autos in einem“: eine Limousine (optisch mit dem Citroën 2CV verwandt und ebenfalls mit einer rolldachähnlichen Konstruktion ausgestattet), eine Cabrio-Limousine, bei der sich das Dach in mehreren Stufen öffnen lässt. In vollgeöffnetem Zustand liegt das Verdeck über der Heckscheibe und verdeckt sie. In dieser Stellung lässt sich die komplette Dachcassette, bestehend aus dem Dach, dem elektrischen Dachantrieb, der Heckscheibe und dem Heckscheibenrahmen, von Hand in den Kofferraum schwenken. Der Kofferraum hat einen herausnehmbaren Zwischenboden, unter dem die Dachcassette dann verschwindet. Ein „Spider“ (die Längsholme sind demontiert), und ein Pick-up (durch die umgeklappte Rücksitzbank entsteht im Fondbereich eine weitestgehend ebene Ladefläche, die mit der nach unten öffnenden Heckklappe verlängert werden kann). Der Pluriel kann, für Cabrios unüblich, auch mit einem eigens für das Auto entwickelten Dachgepäckträger ausgerüstet werden. Dieser Dachträger, den man von Citroën als Zubehörteil kaufen konnte, wurde dazu in die vorhandenen Aufnahmen in den Dachbögen eingeschraubt.

## Einschränkungen
Da sich die Dachholme nicht im Fahrzeug verstauen lassen, kann der Pluriel in der Spider-Konfiguration nicht geschlossen werden, weil sie zum Schließen des Verdecks benötigt werden. Als Zubehör sind jedoch eine Persenning und verschiedene fahrtaugliche Notverdecke erhältlich, die auch in der Spider-Konfiguration montiert werden können. Der Pluriel darf in Deutschlands öffentlichem Straßenverkehr, aufgrund des verdeckten Nummernschilds, nicht mit geöffneter Heckklappe – also als erweiterter Pick-up – betrieben werden.
Das Öffnen des Fahrzeugs, insbesondere das Wegklappen der Dachcassette, erfordert im Vergleich mit anderen Cabrios etwas Sorgfalt und Geschick. Dies gilt auch für die Rückverwandlung eines „Spiders“ in eine „Limousine“. Da sich die Handgriffe nicht sofort von selbst erschließen, befand sich im Auslieferungsumfang des Wagens ein Faltblatt, welches – zusätzlich zur Bedienungsanleitung – die Umbauschritte erläutert. Unter der Kofferraumabdeckung, die mit der Heckscheibe verbunden ist, befindet sich eine Halterung für dieses Faltblatt.
Bei Markteinführung im Jahr 2003 litt die Dachkonstruktion unter Kinderkrankheiten wie Undichtigkeit und Fehler im elektrischen Antrieb. Mehrere Modellpflegemaßnahmen des Herstellers sorgten dafür, dass sich die Funktion des Daches ab 2004 deutlich verbesserte. Dennoch sollte das Dach mit äußerster Sorgfalt behandelt werden, da eine neue Dach-Einheit mit rund 4000 Euro Werkstattkosten den Zeitwert vieler C3 Pluriel überschreitet. Zu den Vorsichtsmaßnahmen gehört auch der Hinweis, den elektrischen Dachantrieb bei Geschwindigkeiten über 80 km/h nicht zu betätigen.

## Motorisierung
Der Pluriel wurde mit zwei Otto- und einem Dieselmotor ausgeliefert: einem 1,4-Liter-Triebwerk mit 54 kW (73 PS) bei 5400/min und 116 Nm bei 3300/min (einem Motor, der bereits in vielen PSA-Modellen Verwendung fand) sowie dem ebenfalls bekannten 1,6-Liter mit 80 kW (109 PS) bei 5800/min und 147 Nm bei 4000/min. Letzteren gibt es nur in Verbindung mit dem Sensodrive, einem automatisierten Schaltgetriebe. Im Jahr 2004 wurde von Citroën der 1,4-Liter-Dieselmotor nachgereicht. Dieser Motor, der auch im Citroën C2 seinen Dienst verrichtet, leistet 50 kW (68 PS) bei 4000/min und besitzt ein max. Drehmoment von 160 Nm bei 2000/min.
- 1.4 Bivalent, 1360 cm³ im Benzinbetrieb 54 kW (73 PS), im Erdgasbetrieb 49 kW (67 PS), ab Februar 2006–
- 1.4, 1360 cm³ mit 54 kW (73 PS)
- 1.6, 1587 cm³ mit 80 kW (109 PS)
- 1.4 HDi, 1398 cm³ mit 50 kW (68 PS)

## Sicherheit und Ausstattung
Mit vier Sternen im Euro-NCAP-Crashtest gehörte  der C3 Pluriel zu den sichersten Cabriolets in dieser Klasse. Es gab ihn in zwei Ausstattungsvarianten: Die „Exclusive“-Variante unterscheidet sich von der Basisversion „Style“ durch aluminiumfarbene Dachholme, Seitenleisten und Türgriffe sowie Ledersitze.
Farben:
| Uni Elfenbein-Weiß  | Sonderlack Parthenon-Beige | Metallic Fulminator-Grau  | Metallic Aérien-Orange | Metallic Lenz-Grün  | Metallic Lucia-Blau  |                      |
| Metallic Sand-Beige | Metallic Aluminium-Grau    | Metallic Obsidian-Schwarz | Uni Ardent-Rot         | Metallic Orkan-Grün | Metallic Königs-Blau | Metallic Panama-Blau |

Ab Herbst 2009 war der C3 Pluriel auf dem deutschen Markt nur noch in der Ausstattung „Charleston“ und in zwei Ottomotor-Varianten (1.4 mit 54 kW (73 PS) und 1.6 mit 80 kW (109 PS)) erhältlich. Kennzeichen dieser schon beim 2CV verwendeten Ausstattungsvariante ist die Zweifarblackierung, wobei der schwarze Teil über die Kotflügel und Türen bis zum oberen Ende der Stoßfänger in einer Kurve verläuft.